# Nemoralia
I Nemoralia (conosciuti anche come Festa delle Torce o Festival di Diana) sono una festività celebrata dagli antichi romani, della durata di tre giorni, durante le Idi di Agosto (13 - 15 Agosto) in onore della dea Diana. Sebbene i Nemoralia fossero originariamente celebrati nel Santuario di Diana al Lago di Nemi (da cui Diana Nemorense), diventarono ben presto celebrati ovunque. La chiesa cattolica potrebbe aver adattato la festa dei Nemoralia all'interno dell'elenco delle festività religiose inserendo in quei giorni di calendario la Festa dell'Assunzione di Maria.

## Storia
Il festival di Diana (Diana Nemorense) era celebrato ogni anno all'altare del lago Nemi vicino Ariccia, durante le Idi di Agosto, una data che coincide con le giornate che celebrano la fondazione di Ariccia. 
Le origini del festival delle Torce probabilmente sono antecedenti la diffusione del culto di Diana a Roma avvenuto intorno al terzo secolo prima di Cristo e risalgono forse a prima del sesto secolo a.C. Tracce dal primo secolo prima di cristo descrivono fedeli di Diana viaggiare al santuario, portando torce, fiaccole e addobbi floreali. Il Festival di Diana divenne celebrato largamente in tutta Italia, incluso al Tempio di Diana a Roma sul colle Aventino, fatto atipico vista la provenienza della celebrazione dalle province esterne.

## Simbolismo
Il poeta del primo secolo d.C. Stazio ha scritto:
"È la stagione in cui la parte più cocente dei cieli sovrasta la terra, e Sirio, intensamente colpito da Iperione, brucia i campi ansimanti. Già è giunto il giorno favorevole ai re fuggitivi, fuma il bosco aricino, e il lago, complice di Ippolito, brilla del riflesso di una moltitudine di torce; Diana stessa corona di ghirlande i cani da caccia che riposano, e ripulisce le frecce, e concede agli animali selvatici di stare al sicuro, mentre tutta l'italica terra celebra le Idi di Ecate con puri fuochi." (Stazio, Silvae, 3.I.52-60)
Stazio celebrò la natura triplice della dea Diana attraverso le immagini del divino (la stella-cane Sirio), della terra (il boschetto stesso) e dagli inferi (Ecate). Suggerì anche, dall'addobbare i cani e il ripulire le frecce, che nessuna caccia era autorizzata durante il festival delle torce
I cani da caccia erano elemento particolarmente importante delle celebrazioni: simboleggiavano la tutela e protezione che Diana donava a coloro che si affidavano alle sue cure. Ornati di ghirlande, partecipavano alle celebrazioni invece che andare a caccia, significando appunto che nessuna battuta di caccia poteva avere luogo in questo momento sacro. Rappresentava anche un altro ideale: la protezione concessa da Diana riguardava tutti, non solo le persone ma anche la natura e gli animali. Stazio enfatizza inoltre l'importanza della venerazione di Diana per coloro che cercano rifugio, infatti i santuari concedevano asilo agli schiavi in fuga e, nei miti di Ippolito e Oreste, protezione da omicidio, contaminazione, pazzia e morte. Lo storico del XXI secolo C.M.C. Green ha affermato che "portare la torcia durante la processione verso l'altare rappresentava la fuga dal mondo, gravido di thanatos (morte) e ottenere rifugio nel mondo eterno del sacro, rinfrescato, ombroso e avvolgente."
La festa, che durava tre giorni, simboleggiava anche la triplice natura di Diana dea delle tre vie o dei tre volti, come era venerata a Nemi (sui colli Albani) e in altri luoghi. Triplice come anche la natura di Ecate, celeste, terrestre e marina. Anche questo è probabilmente derivato da scritti di Stazio quando parla della dea come Ecate durante le Idi). Diana infatti come altre divinità primigenie ha tre volti: nascita, crescita e morte. Nel suo culto i tre aspetti erano legati sia alle gestanti che alla natura.

## Riti
Nel primo secolo prima di Cristo, il poeta romano Ovidio descrisse così le celebrazioni:
"Nella valle di Ariccia
v'è un lago circondato da foreste ombrose,
sacro per antica religione...
nastri vi pendono, ricoprendo lunghe siepi,
e molte tavolette sono qui poste
per la lodevole dea.
Spesso una donna le cui preghiere sono state ascoltate da Diana,
con una corona di fiori a coprire il capo,
cammina da Roma portando una torcia accesa...
Da lì un ruscello fluisce mormorando sul suo letto di piccoli sassi..."
In questo giorno, i fedeli formavano una processione di torce e candele attorno alle acque del Lago di Nemi (il nome Nemi, dal latino Nemus, significava di legno sacro o boschetto sacro),conosciuto anche come Specchio di Diana. Centinaia si radunavano insieme al lago, indossando ghirlande e corone di fiori. Secondo Plutarco, parte del rituale (prima della processione attorno al lago) consisteva nel lavarsi i capelli e adornarli di fiori. Era considerato giorno di riposo per le donne e gli schiavi. I cani da caccia erano adornati e vestiti con boccioli floreali. I viaggiatori che si spostavano dalle sponde nord e sud del lago venivano trasportati da piccole barche illuminate dalle lanterne. Simili lanterne erano utilizzate dalle Vergini Vestali e ne sono stati ritrovati esemplari che mostrano immagini della Dea Diana sul lago di Nemi.
Un poeta del primo secolo a.C., Properzio, non partecipò al festival, ma lo osservò da vicino, come indicano queste parole rivolte alla sua amata:
"Se solo potessi raggiungermi nelle ore di festa.
Ma oggi non possiamo incontrarci
ti vedo correre in frenetica attesa, con una torcia accesa
al boschetto di Nemi dove
porti la luce in onore della dea Diana"
Richieste e offerte a Diana potevano includere: piccoli messaggi legati all'altare o agli alberi; piccole tavolette di argilla o statuette fatte di pane delle parti del corpo malate (richieste di guarigione); piccole immagini su argilla di madri e bambini; miniature e piccole sculture di cervi; danze e canzoni; frutta, specialmente mele. In concomitanza a queste offerte, spesso legate ai cicli lunari, vi erano anche offerte, composte principalmente di aglio, dedicate a Ecate Dea della Luna, dei fantasmi e dei morti. Durante i Nemoralia era proibito cacciare o uccidere qualsiasi tipo di bestia o animale.

## Influenza dei Nemoralia nelle festività cristiane
I giorni di festa dei Nemoralia corrispondono a giorni di festa della Chiesa Cattolica, dedicati a Ippolito di Roma (presunto martire del terzo secolo d.C. che condivideva il nome con Ippolito figlio di Teseo, figura mitologica ampiamente associata a Diana) il 13 di Agosto, e la Festa dell'Assunzione il 15 di Agosto. 
Studiosi come C.M. Green, James Frazer e altri ancora hanno notato dei parallelismi tra questi giorni di festa nelle due credenze e hanno ipotizzato che nei primi anni del cristianesimo la chiesa Cattolica potrebbe aver adottato non solo le date, ma anche alcuni elementi dei Nemoralia, a partire dalle tavolette votive, l'uso delle preghiere e delle danze e altri elementi tipici della festività. È possibile che, come originariamente celebrato, i Nemoralia rappresentassero nel primo giorno la discesa di Diana nel mondo dei morti alla ricerca di Ippolito o Virbius, nel secondo giorno la sua ascesa vittoriosa in cielo, come regina dello stesso, e il terzo giorno la sua ascesa alla luna. Celebrazioni simili erano tributate nel mondo antico, con analogie nel culto e nelle credenze, a Demetra e Iside, figure con le quali Diana era spesso associata.